# Hommersum

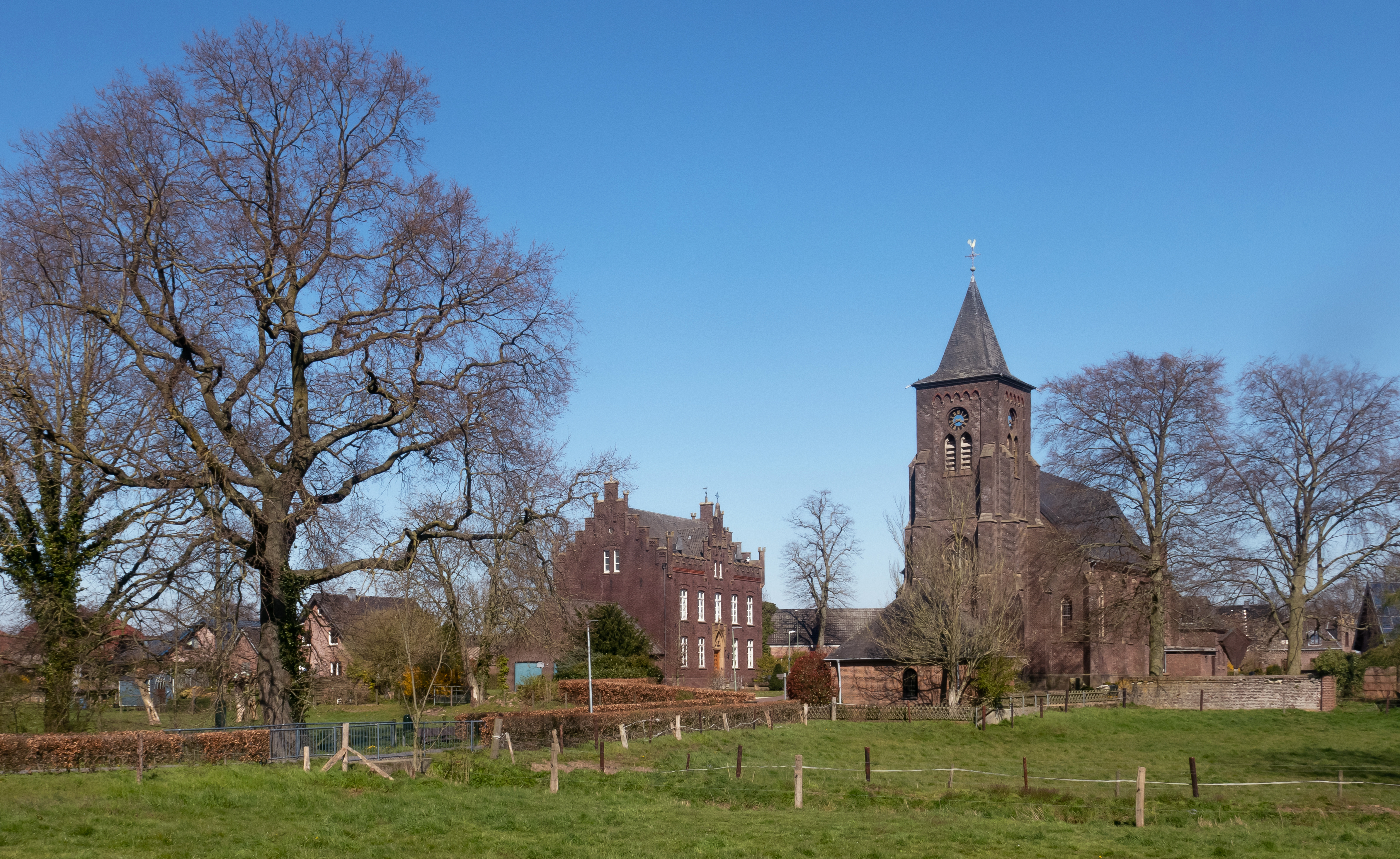
Hommersum, die katholische Pfarrkirche Sankt Petrus mit dem Pfarrhaus

Hommersum ist ein Dorf am unteren Niederrhein im Nordwesten von Nordrhein-Westfalen und gehört zur Stadt Goch.

## Landschaftliche Lage
Das Dorf liegt an den Ufern der Niers und am Rand des Urstromtals der Kendel. Ein weiteres Gewässer ist das „Venn“, ein etwa 1 km langes Altwasser, welches, von Kessel kommend, am Klockenhof in die Niers mündet. Das Gewässer sowie die umliegenden Weiden sind als Naturschutzgebiet unter dem Namen „Untere Nuthseen“ ausgewiesen und bieten verschiedenen Tier- und Pflanzenarten, wie z. B. dem Kiebitz oder dem Eisvogel einen Lebensraum.
Ganz in der Nähe liegt der über 4000 ha große Klever Reichswald, der als Naherholungsgebiet genutzt wird. Auch das Maastal mit seinen ausgedehnten Hochmooren und Heidelandschaften liegt in unmittelbarer Nähe.

## Geschichte
Das Dorf Hommersum zählt zu den frühen fränkischen Siedlungen im Gebiet von Niers und Kendel. Die sehr guten, hochgelegenen Böden im Gebiet des Zusammenflusses von Niers und Kendel stellten schon in frühester Zeit bevorzugte Siedlungsvoraussetzungen dar. Zahlreiche Bodenfunde wie Urnen, Grabbeigaben, Stein- und Bronzebeile und andere Artefakte bestätigen dies.
Ein weiterer Beweis für die frühe Dorfgründung sind einige vorgeschichtliche Motten, u. a. in unmittelbarer Nähe der Pfarrkirche gelegen sowie am Niersbogen in der Nähe der um 1790 abgebrochenen Wasserburg Haus Ham. Die Motte an der Kirche wurde im Jahre 1850 abgetragen. Nach einer zeitgenössischen Beschreibung von Dr. Bergrath aus Goch hatte dieser Hügel am Fuß einen Durchmesser von ca. 45 m und eine Höhe von etwa 12 m. Die Motte an der Niers ist auch heute noch in gut erhaltenem Zustand. An dem der Motte gegenüberliegenden Ufer der Niers befanden sich bis zum Ausbau des Bundeswehrdepots im Jahre 1970 noch umfangreiche Erdbefestigungen und Wallanlagen aus römischer Zeit (Ausgrabungen durch Pfarrer V. Huyskens um 1870). Ein römischer Heerweg, dessen Trasse heute noch großenteils erhalten ist, durchzog das Gemeindegebiet von Osten nach Westen und überquerte die Kendel mittels einer Furt am Yshövel, unmittelbar vor deren Mündung in die Niers. Von dort aus führte er der Niers entlang nach Gennep und weiter der Maas folgend bis zum Römerlager bei Mook.
Die allgemein vorteilhafte Lage des Dorfes nahe am Wasser hat in den vergangenen Jahrhunderten bis hin zur Gegenwart aber auch immer wieder zu großen Hochwasserproblemen geführt, insbesondere wenn das Hochwasser der Maas in Niers und Kendel zurückstaut. Gefährliche Situationen und große Folgeschäden sind dann unausbleiblich. In übler Erinnerung sind die Hochwasserjahre 1882, 1926 sowie 1993 und 1995.
Im nahegelegenen Klever Reichswald und im Umfeld des heutigen Ortes Hommersum fand im Februar 1945 die sogenannte Schlacht im Reichswald statt. Nach dieser Schlacht konnten die Alliierten bei Wesel einen Brückenkopf über den Rhein schlagen und somit das Ruhrgebiet einnehmen.
Am 1. Juli 1969 wurde der Ort nach Goch eingemeindet.

### Die Pfarrkirche St. Petrus

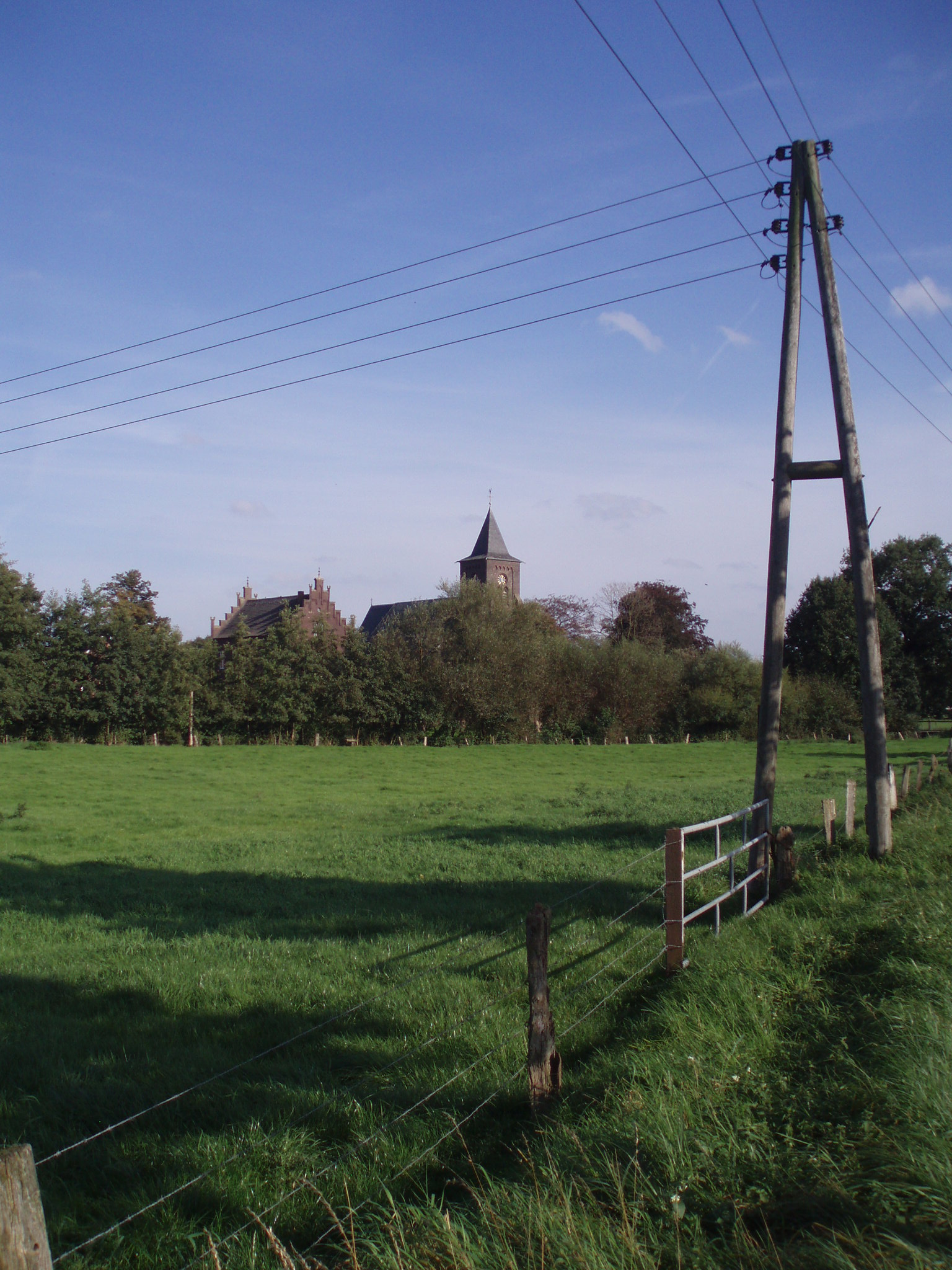
Eine Wiese mit Stromdrähten, im Hintergrund sind Bäume und dahinter die Spitze der Pfarrkirche zu erkennen

Nach einem Kopiar im Staatsarchiv in Luxemburg schenkte ein gewisser Adelard der Kirche des hl. Petrus in Rindern im Februar des Jahres 751 Grundbesitz in Kellen und Finnelar (=Viller). Die Gründung der gleichfalls dem hl. Petrus geweihten Pfarrkirche zu Hommersum geht mit hoher Wahrscheinlichkeit auf die Zeit um 720 zurück, also die Zeit, in der Willibrordus in Rindern wirkte (†739). Errichtet wurde diese Kirche als „Eigenkirche“ auf dem Grund und Boden des alten fränkischen Hofes zu Humbersheim (später Hommersom-Hommersum), dem Haupthof der Mark. Vermutlich handelte es sich bei dieser ersten Kirche um ein in Holz ausgeführtes Bauwerk. Möglicherweise bringt die bislang noch nicht abgeschlossene Auswertung der im April 1986 vom Amt für Denkmalpflege durchgeführten umfangreichen Grabungen und archäologischen Untersuchungen innerhalb der Kirche neue Erkenntnisse über die frühe Zeit dieses Gotteshauses.
Am 30. September im Jahre 1118 übergab der Graf Gerhard von Geldern und Wassenberg die Kirche von „Humbersheim“ als Dotationsgut dem Stift Wassenberg. Offenbar wurde dieser Schenkungsakt jedoch später wieder zurückgenommen, denn kurz nach 1200 finden wir die Herren von Reifferscheid und Malberg vom geldrischen Grafen als Lehnsträger mit dem Hommersumer Hof und dem damit verbundenen Patronatsrecht der Kirche belehnt. Herr Johann von Malberg-Reiferscheid verkaufte am 3. August 1291 mit Zustimmung des Herzogs den Hof sowie auch das kirchliche Patronatsrecht an das Kloster Graefenthal bei Asperden. Dieser Rechtszustand blieb erhalten bis zur Aufhebung des Klosters durch Napoleon im Jahre 1802. Die alte, aus dem 12. Jh. stammende romanische Dorfkirche wurde im Jahre 1894 abgerissen und durch einen gotisierenden Neubau ersetzt. Nur der um 1460 errichtete gotische Chor blieb dabei erhalten.
Eine erstmals 1469 urkundlich erwähnte, von den Herren des Hauses Ham wohl im 13. Jh. errichtete St. Antoniuskapelle in Viller wurde im Juli 1812, also in der napoleonischen Ära, abgerissen. Die gut erhaltene Statue des hl. Antonius aus dieser Kapelle befindet sich heute in der Hommersumer Kirche.
Bis zum Jahre 1332 gehörte auch die Kapellengemeinde Hassum noch zum Kirchspiel von Hommersum. Kessel und in der frühen Zeit vermutlich auch Asperden sind weitere Tochterpfarreien von Hommersum.

### Die politische Gemeinde
Bis zum Jahre 1473 gehörte die Stadt Goch sowie das Niederamt Goch (etwa das spätere Amt Asperden) politisch zum Herzogtum Geldern. Im genannten Jahr kam dieses Gebiet an das Herzogtum Kleve.
Hommersum gehörte seit 1609 zum klevischen Amt Asperden. Folgende Einwohnerzahlen sind bekannt: 1787 = 185 Einwohner, dazu noch die Bauerschaft Viller mit dem Herrensitz Haus Ham mit weiteren 51 Einwohnern. Weitere Bauerschaften sind Moel, Retüt, Looheide, Sporen und Böntum. Weitere bekannte Einwohnerzahlen: 1821 = 348, 1881 = 374, 1925 = 458, 1999 = 459, 2006 = 560 Einwohner.
1794 besetzten die französischen Revolutionstruppen das Dorf und wurden erst 1814 daraus vertrieben. 1816, im Zusammenhang mit der politischen Neuordnung in Europa, wurde die Landesgrenze „einen Kanonenschuß“ östlich der Maas verlegt. Die Landesgrenze verläuft fortan unmittelbar am Ortskern; das Dorf verlor seinerzeit etwa ein Viertel an Substanz. Der Haupterwerbszweig der Bewohner waren jahrhundertelang die Landwirtschaft und Viehzucht.

## Entwicklung nach dem Zweiten Weltkrieg
In der letzten Phase des Zweiten Weltkrieges lag Hommersum monatelang unter Beschuss der alliierten Artillerie vom jenseitigen Ufer der Maas her; ab Mitte Februar 1945 ging dann noch die Front über das Dorf hinweg. Die Kriegsschäden waren dementsprechend und der Wiederaufbau dauerte viele Jahre, zumal die Bewohner nach Kriegsende nochmals infolge der Einrichtung einer Sperrzone längs der Grenze durch die Besatzungsmacht für beinahe acht Monate aus ihren Häusern vertrieben wurden. Ferner verloren viele Bauern ihren gesamten, jenseits der Grenze gelegenen Grundbesitz, das sogenannte „Traktatland“.

## Wirtschaft und Infrastruktur
Ein weiterer Nachteil war stets die geografisch abseitige Lage sowie der fortschreitende Rückgang der Landwirtschaft, welche jahrhundertelang das Dorfleben geprägt hatte. Heute gibt es beispielsweise im Dorf keinen einzigen Milchkuhbauer mehr.
Ab 1970 brachte die Einrichtung und die anschließende Inbetriebnahme des Bundeswehrdepots auf dem Gelände des ehemaligen Gutes Haus Ham im großen Niersbogen für manchen ortsansässigen ehemaligen Landwirt einen Arbeitsplatz, die meisten Erwerbstätigen aus Hommersum sind jedoch auswärts beschäftigt und somit Pendler.
Eine große Veränderung brachte der Bau der A 57 mit dem Grenzzollamt, welche im Oktober 1986 in Betrieb genommen wurde. Die günstige verkehrstechnische Anbindung der Gemeinde kam u. a. auch vielen Pendlern zugute. Auch schaffte das Autobahnzollamt mit seinen Speditionen und Abfertigungseinrichtungen vorübergehend etliche Arbeitsplätze, die inzwischen aber größtenteils wieder durch die Schließung der Anlage infolge des Schengener Abkommens verloren gingen. – Mit dem Bau der Autobahn ging gleichzeitig eine Flurbereinigung einher, welche zwar einerseits die seit Jahrhunderten gewachsenen Strukturen gründlich zerstörte, anderseits aber den Bauern arrondierte Ackerflächen und der Gemeinde ein neues Wegenetz bescherte.
Die in den letzten Jahren erfolgte Erschließung neuer Baugrundstücke gab endlich manchen jungen Leuten die Möglichkeit, im Dorf ein eigenes Haus oder eine eigene Wohnung zu schaffen, was für die Zukunftssicherung und die Vielfalt des dörflichen Lebens sicherlich von größter Wichtigkeit ist.

## Dorfleben
Auch das gesellschaftliche Leben wird im Dorf großgeschrieben; dieses kommt bei der Feier der Dorfkirmes oder der Ausrichtung des Erntedankfestes zum Ausdruck. Das Erntedankfest samt Erntedankumzug ist eine der ältesten Erntedankfeste am Niederrhein. Gefeiert wird es seit 1946. Das Fest wurde erst durch den örtlichen Pastor Josef Meyer, seit 1974 durch den Heimat- und Verschönerungsverein des Dorfes ausgerichtet.
Weitere örtliche Vereine und Zusammenschlüsse sind:
Die St. Petrigilde aus dem Jahre 1647, die St. Antoniusgilde aus dem Jahre 1656, der Sportverein, die Freiwillige Feuerwehr, der Anglerverein Humbertus, der Schießklub Hommersum, der Cäcilien-Kirchenchor, die Katholische Frauengemeinschaft (KFD) sowie die Landfrauen und die KLJB Hommersum.